# Miltochrista flexuosa
Miltochrista flexuosa là một loài bướm đêm thuộc phân họ Arctiinae, họ Erebidae.